# Azaum
Azaum (a késő római korban Oviadum) római katonai tábor (castellum) és mellé épült polgári település volt Pannonia provinciában, a Duna mentén, a mai Almásfüzitő területén. 

## Nevének eredete
A tábort a 2. század útleírás, az Itinerarium Antoniani Azaum néven említi, mely a területen a rómaiak előtt élő, illír eredetű azal törzs nevéből származik, eredeti formája talán Azalum volt. A 4. század végéről fennmaradt hivatali jegyzék, a Notitia dignitatum viszont Odiavumnak nevezi. A kettős elnevezés okát a kutatásnak még nem sikerült megmagyaráznia.

## Fekvése
A segédcsapatot (ala) állomásoztató katonai tábor a Fekete-ér és a Fényes-patak dunai torkolatában, a Foktorok nevű helyen épült fel. A Brigetiót Aquincummal összekötő út mellett feküdt. Brigetiótól 6 km-re keletre helyezkedett el, vagyis itt volt az első állomás a két légióstábor közötti úton. A hely napjainkban Almásfüzitőtől keletre, az egykori timföldgyár vörösiszap-tárolója alatt található.

## Kutatása

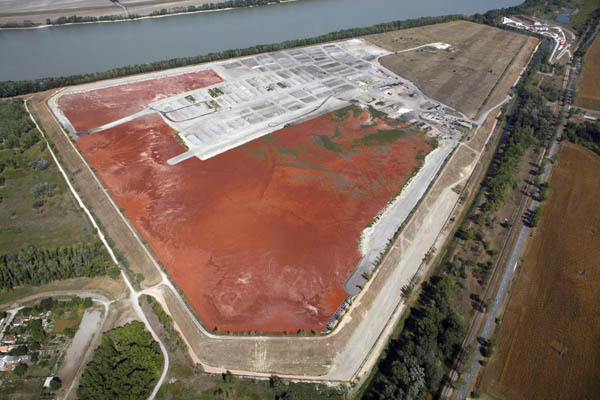
A tábort elborító vörösiszap-tározó

Azaum területén Fülep Ferenc 1959-60-ban, Bíró Endre 1971-73-ban végzett leletmentő ásatást. Ezek a kutatások csak kis területet tártak fel: Fülep a porta principalis sinistrát (a táboron áthaladó úttól balra fekvő kaput) és a délnyugati saroktornyot találta meg, valamint a faluban azonosított néhány útkereszteződést. Bíró kutatásainak köszönhetően a porta praetoriát (keleti kapu), két belső tornyot, valamint a tábor északnyugati részén fekvő, kisebb területű késő római kiserődöt ismerhettük meg. 1998-2003 között a helyi önkormányzat támogatásával folytatódtak feltárások Horváth Friderika vezetésével. 2005-ben Petényi Gábor végzett ásatásokat.

## Története
Azaum területét már a rómaiak előtt, a réz- és bronzkorban is lakták. A római hódításkor az illír azal törzs élt a területen. A tábor építésének idejét nem ismerjük. Néhány előkerült téglabélyeg alapján arra következtethetünk, hogy a 2. század első éveiben, Hadrianus uralkodása alatt az ala I Bosporanorum segédcsapat katonái építették. A tábor első változata palánkfallal volt megerősítve. A leletek szerint 118/119-ben itt állomásozott az ala III Thracum sagittaria nevű, trák lovasíjászokból álló segédcsapat. A 2. század második felében, Antonius Pius uralkodása alatt átépítették kőerőddé. Az erőd északnyugati részében a 4. század során egy kisebb erődöt alakítottak ki. Ennek járószintjét többször is megújították. A legkésőbbi leletek az 5. század elejéről származnak, vagyis ekkoriban hagyhatták el a rómaiak az erődítményt. Pusztulásának idejét ennél pontosabban nem ismerjük.

## Leírása

### A katonai tábor
A katonai tábor egy 500-1000 fős segédcsapatnak adott helyet, méretei 166 x 203 m voltak. A tábor főútja (via principalis) északnyugat-délkeleti tájolású, további útjai és épületei is ehhez az irányhoz igazodtak. Pontosabb megismerését a timföldgyárból ideszállított, több méter magasságban tárolt zagy teszi lehetetlenné. A fennmaradt emlékeket a tározó építésekor végzett földmunkák nagy valószínűséggel megsemmisítették vagy erősen megrongálták. 
A tábor kutatását az is nehezíti, hogy a 18. századi mocsár-lecsapolások, a 19. századi vasútépítés és a 20. század ipari beruházások jelentősen átalakították a területet. Az ásatási területtől délre az ásatási eredmények, légifotók, terepbejárások és geomorfológiai rekonstrukció alapján azonosítható egy római kőzsilip, melyet 17-18. századi térképek is jeleztek. Ezt a Mikoviny Sámuel nevéhez fűződő Tata környéki lecsapolások során 1747-ben bontották le. Feltehetően a zsilip térségében volt a limesútnak egy leágazása, ami Azaum táborába vitt.

### A falu
A táborral közel egy időben, kerámia- és érmeleleteken alapuló kormeghatározás szerint 80-110 között jött létre a katonai falu (vicus militaria), ahol a katonák családtagjai illetve az ellátásukról gondoskodó kézművesek, kereskedők éltek. A legkorábbi pénzérmék Vespasianus idejéből származnak, de Traianus és Hadrianus idejéből került elő a legtöbb. A falu minden irányból körülvette a katonai tábort, szabályos utcaszerkezete is a tábor útjaihoz igazodott. Kezdetben lakosai lekerekített sarkú lakógödrökben éltek, ám amikor a katonai tábort kőfalakkal erősítették meg (2. század második fele), akkor a faluban is megjelentek a kőépületek. A kutatások során a faluból kővel burkolt utak és a házakat díszítő falfestmények nyomai is előkerültek. A falu épületeit védelem és vízelvezetés céljából egymásra merőleges szakaszokból álló árokrendszer vette körül. A falu a 3. század végéig vagy a 4. század elejéig állt fenn. Ekkor az egyre gyakoribb barbár támadások miatt lakói beköltöztek a katonai táborba, az épületeket az alapokig lebontották, a település egyes helyein pedig temetőt létesítettek. 
Az ásatások során feltárt egyik, legalább négy helységből álló épületben egy 3 x 3,5 méteres, freskóval díszített falú szobát is feltártak. A faluból számos katonai jellegű lelet is előkerült. A 2. század első felére keltezhető egy vas páncélpikkely-szemekből álló lelet. Több lakógödörben kőből készült katapult-lövedékek voltak, de vastőr, lándzsahegy, nyílhegyek is előfordultak a leletek között. Mivel a tábor lovascsapatok használták, így a lószerszám-leletek is gyakoriak. Az ékszerek közül kiemelkedik egy zöld üvegköves aranyfülbevaló és egy kettős spiráldíszes ezüstgyűrű. Felbukkantak kozmetikai eszközök, bronz hajtűk és egy bronz fültisztító pálca is. A fibulák közül a legkülönlegesebb egy tűzzománccal díszített (emailos) bronzfibula, melyen egy zöld-fehér szárnyú ezüstözött madár található. Egy másikon pedig kétfejű (kutya és kígyó) mitológiai lényt ábrázoltak, mely Cerberosszal azonosítható.
Az előkerült edények nagy része Brigetio fazekasainak munkája. Mágikus szerepük (pl. bajelhárítás) lehetett a bronzból készült, ovális kapszuláknak (bulla), amiket nyakban viseltek. Szintén bajelhárító szerepe lehetett egy gyermek nyakékéhez tartozó, félhold alakú csüngő amulettjének is. A lakosság vallási életének emléke két ólom fogadalmi tárgy, melyek egyike Silvanat ábrázolja.

### Temetők
Azaum temetőinek csak egy kis részét sikerült feltárni. A 3. század végén vagy a 4. század elején kezdték használni és Valentinianus uralkodása alatt hagyták fel.
36 csontvázas és 4 hamvasztásos sír került napvilágra. A sírok közül egy kőkamrás, egy kősír, egy téglasír és egy szarkofágos temetkezés, a többi pedig koporsós, téglával fedett vagy egyszerű földsír. A legegyszerűbbek közül több sír esetében nagyobb köveket helyeztek a halott köré.
Az egyik női sírból a halotti lepel maradványa, egy vékony aranyszállal átszőtt szövet is előkerült, de a sírok harmadában semmilyen sírmellékletet nem találtak. Ez a temetés utáni bolygatások következménye lehet. A többi sír mellékleteként bögrék, kancsók, poharak, tányérok, üvegedények, vaskések és pénzérmék találhatóak. A nők mellé gyöngysort, fülbevalókat, csont- vagy bronz kígyófejes karkötőket, a férfiak mellé vas- és bronzcsatokat, szíjvégeket, fibulákat, gyűrűket temettek. Két nő és egy gyermek közös sírjából lefejezett háziszárnyas csontjai is előkerültek, amit feltehetően ételáldozatként helyeztek el a sírba.

## Bemutatása
Almásfüzitőn 2012-ben nyílt meg a "Rómaiak nyomában a Duna mentén" nevű európai uniós projekt keretében az az Azaum Római Tábor történelmi emlékpark. Az élménypark egy rekonstruált őrtoronnyal, kézműves műhelyekben tartott foglalkozásokkal, tematikus rendezvényekkel (tavasz-, tűz-, szőlő- és borünnep) mutatja be az érdeklődőknek a római kori életet. 2020-ban újabb pályázati támogatással egy virtuális valósággal is felszerelt római kori villa, valamint az erőd falai előtt négy falusi házból álló településrész, egy fűszerkert, római játszótér és fűzfalabirintus felépítését kezdték el.

## Külső hivatkozások
Azaum Római Tábor honlapja